# Gwendolin von der Osten

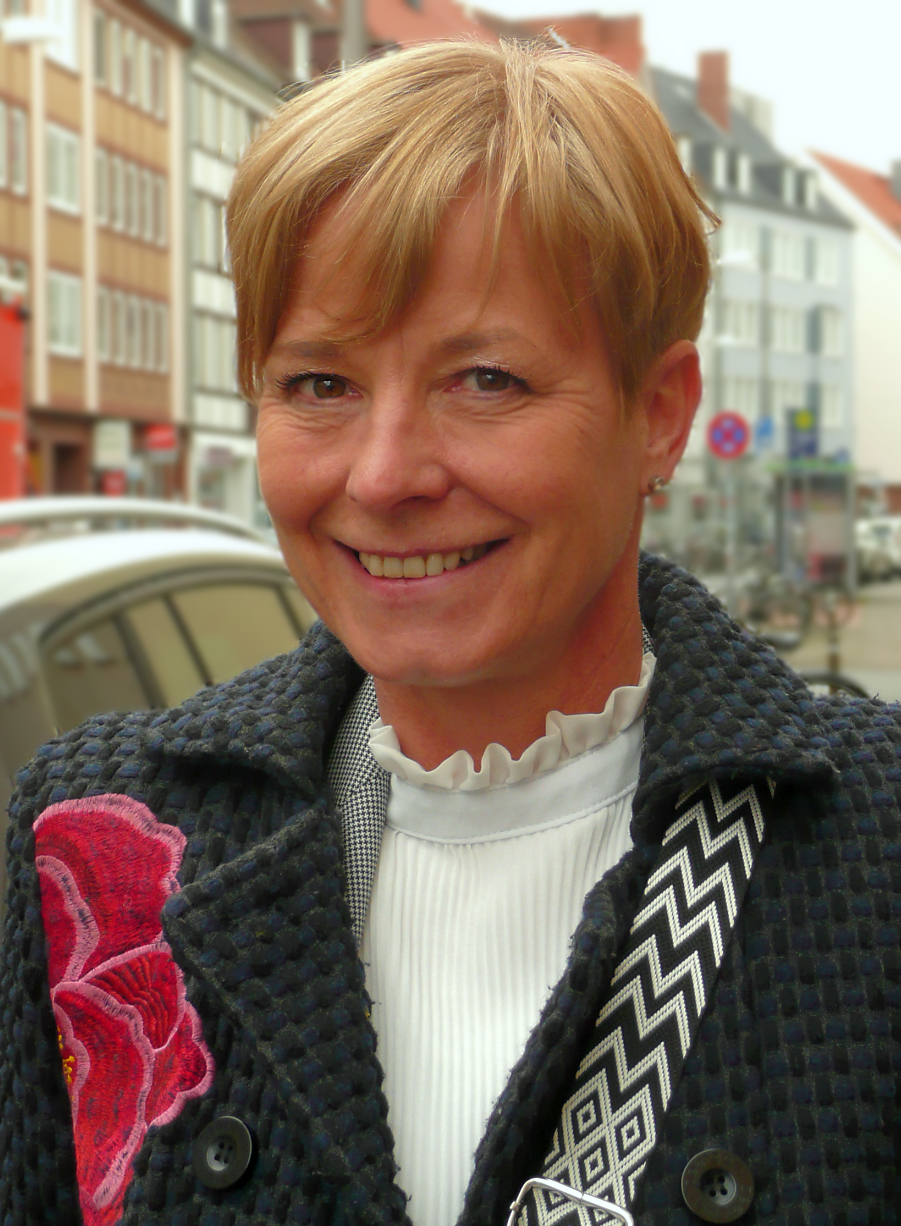
Gwendolin von der Osten, 2024

Gwendolin von der Osten (* 1971 in Braunschweig) ist eine deutsche Polizeibeamtin, Juristin und seit 2023 Polizeipräsidentin der Polizeidirektion Hannover.

## Werdegang
Gwendolin von der Osten ist Volljuristin. Seit 2003 gehört sie der Polizei Niedersachsen an. Zunächst war sie in unterschiedlichen Verwendungen bei der Polizeidirektion Hannover tätig und wurde 2006 Leiterin des Zentralen Kriminaldienstes der Polizeiinspektion Verden/Osterholz. 2009 ging sie nach Hannover zurück, wo sie vier Jahre den Kriminalermittlungsdienst der Polizeiinspektion Mitte leitete. Anschließend führte sie ein Jahr das Polizeikommissariat Lahe und war von 2016 bis 2019 Leiterin der Polizeiinspektion Mitte. Danach war sie Referatsleiterin für Einsatz und Verkehr im Niedersächsischen Innenministerium. Von Anfang 2021 bis März 2023 war sie in der Nachfolge von Uwe Lührig, der in den einstweiligen Ruhestand versetzt wurde, Polizeipräsidentin der Polizeidirektion Göttingen. Als Schwerpunkte ihrer Arbeit nannte sie die Sicherheit des Radverkehrs sowie die Bekämpfung von häuslicher Gewalt und Internetkriminalität. Von der Osten äußerte sich mehrfach differenziert zum Umgang der Polizei mit Randgruppen sowie Menschen mit Migrationshintergrund und Drogenabhängigen. Sie räumte ein, dass der tägliche Umgang mit diesen Personen das Menschenbild der Polizeibeamten prägen und dazu führen könne, das sich bei ihnen schneller Vorurteile bilden.
Im April 2023 wechselte sie als Polizeipräsidentin zur Polizeidirektion Hannover und übernahm die Nachfolge von Volker Kluwe, der in den Ruhestand ging. In Göttingen wie in Hannover ist sie die erste Polizeipräsidentin.
Als Polizeipräsidentin ist sie gleichzeitig Vereinspräsidentin des Polizei-Sportvereins Hannover.

## Privates
Von der Osten ist verheiratet und hat drei Kinder. Sie lebt mit ihrer Familie in Hannover.